# Philippe Lécrivain
Philippe Lécrivain SJ (* 1. August 1941 in Le Blanc; † 13. April 2020 in Paris) war ein französischer Jesuit, römisch-katholischer Theologe und Historiker.

## Leben
Philippe Lécrivain empfing nach seiner theologischen Ausbildung 1968 die Priesterweihe für die Diözese Rennes. 1978 trat er in Lyon in das Noviziat der Gesellschaft Jesu ein. Er studierte Soziologie sowie mittelalterliche und moderner Geschichte und wurde in Theologie promoviert. Von 1985 bis 1987 leitete er den ersten Zyklus des Jesuitenzentrums in der Rue Blomet in Paris. Er unterrichtete die Geschichte des Christentums und der Spiritualität sowie die Geschichte und Theologie des religiösen Lebens von 1987 bis 2011 am Centre Sèvres und am Institut Catholique de Paris. Zudem war er von 1991 bis 1996 Dozent am Institut d’études politiques de Paris. Lécrivain galt als Experte der Geschichte des Ordenslebens und der Gesellschaft Jesu.
Am 13. April 2020 starb Philippe Lécrivain im Alter von 78 Jahren während der COVID-19-Pandemie in Frankreich im Hôpital Saint-Joseph in Paris an den Folgen einer SARS-CoV-2-Infektion.

## Schriften
- « Des autorités au Magistère, la voie de l’éthique », Histoire des dogmes, sous la direction de Bernard Sesboüé, t. 2, « L’homme et son salut », Desclée, 1995, p. 483–589
- « La fascination de l’Extrême-Orient, ou le rêve interrompu », Histoire du christianisme, t. 9, Desclée, 1997, p. 755–834
- Les millénarismes du christianisme antique et médiéval, Dans Histoire raisonnée de la philosophie morale et politique, La Découverte, 2001
- Pour une plus grande gloire de Dieu : Les missions jésuites, coll. « Découvertes Gallimard / Religions » (no 110), 1re éd. 1991, 2e éd. 2005
- Paris au temps d’Ignace de Loyola (1528–1535), éd. Facultés jésuites de Paris, 2006
- Comprendre le catholicisme, Eyrolles, 2008 mit Jean-Yves Calvez
- Une manière de vivre : les religieux aujourd’hui, Lessius, 2009
- Histoire des dogmes tome.2 ; l’homme et son salut, sous la direction de Bernard Sesboüé, Mame-Desclée, 2012,
- Les Jésuites, Eyrolles, 2013
- Les premiers siècles jésuites, Jalons pour une histoire (1540–1814), Lessius, 2016